# Microlongichneumon speculatus
Microlongichneumon speculatus là một loài tò vò trong họ Ichneumonidae.